# The Lego Movie
The Lego Movie (La gran aventura Lego  en Hispanoamérica; La Lego película en España) es una comedia de aventuras animada por computadora producida en Estados Unidos en 2014. Fue dirigida y coescrita por Phil Lord y Christopher Miller, distribuida por Warner Bros. Pictures y contó con las voces protagonistas de Chris Pratt, Will Ferrell, Elizabeth Banks, Will Arnett, Nick Offerman, Alison Brie, Charlie Day, Liam Neeson y Morgan Freeman. Basada principalmente en la línea de construcción de juguetes Lego, la película relata la historia de una minifigura Lego ordinaria cuyo destino es salvar el universo Lego de un malvado tirano. Una secuela, The Lego Movie 2: The Second Part fue lanzada en 2019. 
La película fue estrenada en los Estados Unidos el 7 de febrero de 2014 por Warner Bros. Pictures.

## Argumento
La película comienza en un universo hecho completamente de ladrillos LEGO en un lugar que recuerda a Mordor, cuando el mago Vitruvius intenta proteger el Kragle (Superpegamento en América Latina,  Kraguel en España), una súper arma, del malvado cerebro criminal Megamalo. Megamalo ciega a Vitruvius, logrando robar el arma, pero Vitruvius le advierte de una profecía sobre una persona llamada "El Especial" ("El Elegido" en América Latina) que encontrará la pieza de resistencia (Piece of Resistance en inglés), que es lo único que puede detener al Kragle. Después de eso, Megamalo arroja a Vitruvius al vacío y se burla del hecho de que existe alguien especial.
Ocho años y medio más tarde, en la ciudad Ladrilloburgo, Emmet Brickowski, un trabajador de la construcción ordinario y sin cualidades especiales, vive un día monótono y rutinario, según unas instrucciones impartidas por Megamalo, (quien también es el presidente de la ciudad, Megapresi), incluyendo saludar a todos sus vecinos entre ellos Sherry y sus muchos gatos, al surfista Dave y también comprándole café muy caro al barista Larry, todo esto mientras escucha la canción "Todo es Fabuloso".
Al terminar la jornada de trabajo, se encuentra con una mujer, Supercool, que busca algo en el sitio de construcción de Emmet cuando la obra ha terminado. Cuando él investiga, Emmet cae en un agujero y encuentra la Pieza de Resistencia. Tentado a tocarla, Emmet experimenta visiones, gran parte es lo que viviría en el futuro, otras fueron alucinaciones, y oye la voz de Vitrivius diciendo la profecía, y una voz misteriosa que dice "Ahora te toca ser el héroe", después de escucharla de la impresion, se desmaya. Y cuando despierta, se encuentra en una comisaría, con la pieza de resistencia pegada a la espalda, bajo la custodia de Poli Malo, teniente de Megamalo, cuya cabeza a veces se da la vuelta para revelar su otro lado, Poli Bueno. Allí Emmet no sólo se entera de los planes de Megamalo para paralizar el universo con el Kragle el Martes de T.A.C.O.S. (Tentáculo Arrojador de Cantidades Óptimas de Pegamento); sino que descubre que nadie de sus compañeros de trabajo se acuerda o algo sobre él, incluyendo a su vecino el surfista Dave. Supercool rescata a Emmet de un doloroso proceso de fundición para llevarlos con Vitruvius y le comenta la profecía; pero antes de llegar, Supercool descubre que Emmet no tiene gustos ni personalidad.
Emmet y Supercool llegan al Salvaje Oeste, donde Supercool se molesta con Emmet y le explica que ella y muchas otras figuras se encuentran entre los "Maestros Constructores", que pueden construir instintivamente cualquier cosa que necesiten con gran velocidad y sin manuales de instrucciones. Sin embargo Megamalo desaprobó esa creatividad anárquica y con ayuda de Poli Malo capturó a muchos de los Maestros Constructores, dejando que el resto se escondiera. Es entonces cuando Emmet le informa acerca que los planes de Megamalo de usar el pegamento en tres días, justamente el Martes de T.A.C.O.S. (día en el que supuestamente el Megapresi regalaría tacos a todo el mundo).
En la Torre Octano, Megamalo le dice a su asistente personal Velma Staplebot que retenga todas las llamadas mientras él va a una reunión. Se encuentra con Poli Malo en la sala de reliquias de su rascacielos, que está llena de artículos que no son de LEGO de un mundo más allá del suyo. Megamalo por su parte tiene todo listo para su plan; y planea utilizar el Kragle (un tubo de pegamento de la “marca” Krazy Glue con algunas letras del logo borradas) para congelar el universo y mantenerlo en un estado de orden permanente; y lo prueba con los padres de Poli Malo, pero Poli Bueno está en contra. Megamalo, harto de Poli Bueno por su blanda personalidad, le borra sin rastro alguno con un bastoncillo con quitaesmalte de uñas de acetona, dejando solo a Poli Malo, y este congela para siempre a sus propios padres, mientras declara que solo está haciendo su trabajo.
Supercool lleva a Emmet ante Vitruvius en una cantina, donde termina confirmando su decepción al encontrar que Emmet no tiene creatividad (o al menos no la suficiente) cuando se muestra incapaz de construir un arma. Entran en su mente para ver su creatividad, pero se percatan de que no había creado más que un sofá litera (Sofá de 2 pisos en Latinoamérica), pero se sorprenden al descubrir que Emmet ha tenido visiones de un misterioso sujeto llamado "El Hombre de Arriba", ya que su mente libre de obstáculos está llena de creatividad potencial. Con esta esperanza inesperada, Vitruvius considera que Emmet es verdaderamente el "Elegido".
Mientras tanto Poli Malo y su equipo formado por Sheriff Not-a-robot, Calamity Drone, Deputron, Robo Marshall, Wiley Fusebot y otros siguen la pista de Emmet y  Supercool hasta el Salvaje Oeste y proceden a arrestarlos. Sin embargo Emmet, Supercool y Vitruvius intentan escapar de las fuerzas policiales; Supercool aplasta a Calamity Drone con un muro y luego hacen que el Sheriff Not-a-robot, Marshall y otros más caigan a un precipicio. Sin embargo Emmet y los demás terminan estrellándose en un tren. Lo abordan, pero Bad Cop aparece y los ataca. Emmet salva a Supercool de un disparo de Poli Malo, pero este destruye el puente en el que viajaba el tren haciéndolo caer junto con Emmet, Supercool y Vitruvius, pero son rescatados por el novio de Supercool, Batman en su Batmóvil. Batman logra dejar fuera de combate a Poli Malo y consiguen escapar hasta el mundo de Media Zelanda, un reino lleno de caballeros, castillos, dragones y analfabetismo, entre otras cosas.
Guiados por Vitruvius, Batman los lleva a una reunión de los Maestros Constructores restantes en la "Tierra Cuckoo", donde reina Unikitty, una mezcla de unicornio y gata, que tiene la habilidad de ponerse roja de ira. En un salón en forma de perro, Emmet y los demás se reúnen con los Maestros Constructores que consisten en Shaquille O'Neal, Abraham Lincoln, Benny "El Chico Espacial de los 80", Cleopatra, Robin Hood, Gandalf, Gordon Zola, Linterna Verde, Lloyd Garmadon, la Estatua de la Libertad, la Reina Sirena Marsha, Miguel Ángel, Michelangelo Buonarroti, Milhouse Van Houten, Albus Dumbledore, Sir Stackabrick, Superman, la Criatura del Pantano, William Shakespeare, Wonder Woman  y muchos otros. Aunque está entusiasmado con la recuperación de la pieza de resistencia, Emmet intenta elaborar un plan, pero es interrumpido por un pirata revestido de ladrillos llamado Barba Gris. Barba Gris cuenta su historia: él y su equipo de Maestros Constructores (que incluía a Flash, Medusa y Miguel Ángel) intentaron infiltrarse en la Torre de Octano de Megamalo, solo para ser atacados por un ejército de robots, tiburones láser, asistentes desesperantes y extrañas reliquias peligrosas. Barba Gris también habla sobre el "Extractor de Ideas", un lugar donde están los Maestros Constructores cautivos y cómo escapó de la Torre Octano con solo su cabeza y órganos. Sin embargo el discurso de Emmet (que resulta ser poco convincente y donde demuestra su impotencia) no logra impresionarlos y se niegan a ayudarle a luchar contra Megamalo, causando que Barba Gris y Lincoln abandonen el lugar.
En medio del abucheo contra Emmet, una pelota de golf Titleist (a la que Superman se refiere como la "Esfera de Tee-te-list") se estrella en el edificio y sale por el otro lado. Poli Malo y sus fuerzas localizan a Emmet nuevamente, a través de un dispositivo de rastreo que se le disparó cuando previamente salvó a Supercool del disparo en el tren. Marsha y Sir Stackabrick reconocen el dispositivo de rastreo en la pierna de Emmet y Gandalf cree que Emmet dirigió las fuerzas de Megamalo hacia ellos. Mientras los vehículos voladores de Poli Malo destruyen el Batimóvil y el jet invisible de Wonder Woman, Batman afirma que están solos. Superman se opone a esto mientras derriba algunas naves, al mismo tiempo que declara que deben proteger la pieza de resistencia. Shaquille O'Neal, la Criatura del Pantano, Superman y otros más construyen una catapulta para lanzar una pelota de baloncesto a una nave que no sufre el mínimo daño. Poli Malo afirma que todos los vehículos tienen pegamento y le disparan un chicle a Superman. Linterna Verde intenta liberar a Superman, pero también se queda atascado. Por su parte Batman se rehúsa a ayudar a Emmet hasta que Supercool lo persuade. Batman quita el rastreador de la pierna de Emmet y lo arroja a un robot que engaña temporalmente a Poli Malo. Emmet, Supercool, Vitruvius, Batman y Unikitty se encuentran con Benny que intenta construir una nave espacial, pero Supercool afirma que los tienen rodeados por aire, lo que hace que el grupo construya rápidamente un submarino. Mientras son perseguidos por las fuerzas de Poli Malo, el grupo termina su submarino y escapa al océano. Sin embargo la Tierra Cuckoo se destruye por completo, mientras que los Maestros Constructores restantes, incluyendo a Wonder Woman, Gandalf, Lincoln, Dumbledore, Lloyd Garmadon, Cleopatra y Marsha son capturados por las fuerzas de Poli Malo.
Emmet consuela a Unikitty por la destrucción de su hogar hasta que los demás descubren que su submarino se está desmoronando y está goteando gravemente, lo que pronto lleva al submarino a explotar bajo el agua. Por encima de las olas del océano, se le informa a Poli Malo que no hay otros sobrevivientes entre los restos de la superficie. Poli Malo entonces decide llevar a los Maestros capturados ante Megamalo, mientras envía algunos robots de buceo para buscar a los sobrevivientes en el mar. En la Torre Octano, los Maestros Constructores capturados incluyendo a Superman, Wonder Woman y Shaquille O'Neal, son colocados en el "Extractor de Ideas". Para disgusto de Superman, lo colocan al lado de Linterna Verde, mientras Megamalo y Poli Malo tienen una discusión sobre el escape de Emmet con la pieza de resistencia y sobre que la única parte intacta del submarino que flotaba era un sofá de dos pisos que Emmet había construido por primera vez solo.
Al mismo tiempo que Emmet, Supercool, Vitruvius, Batman, Unikitty y Benny habían logrado sobrevivir dentro del sofá de dos pisos con hileras que Emmet construyó. Al ser rescatados por Barba Gris, éste les explica que las fuerzas de Megamalo pasaron por alto el sofá, lo que implica que deben tener más ideas simples como esa. Emmet cree que la debilidad de los Maestros Constructores es que su creatividad individual les impide trabajar juntos.
En el barco, Emmet diseña un plan para infiltrarse a la Torre de Octano y detener el Kragle, usando instrucciones y su propio conocimiento y experiencia de construcción, aunque el problema es que necesitan un propulsor, pero de la nada sale el Halcón Milenario, en que están dentro Han Solo, Chewbacca, C-3PO y Lando. Batman finge irse con ellos y les roba el propulsor, causando que en otro planeta Han, Lando, C-3PO y Chewbacca sean devorados por una enorme criatura.
Emmet y los demás siguen con el plan y logran entrar en la sede del equipo de Megamalo; gracias al trabajo en equipo. Mientras Barba Gris y Benny se dirigen a hackear la sala de computadoras para desactivar los escudos que protegen al Kragle, y Batman y Unikitty intentan distraer a Megamalo, Emmet y Supercool se disfrazan (con papel de aluminio de la sala de reliquias) entre los robots trabajadores para llegar hasta el Kragle. Cuando Batman y Unikitty le proponen a Megamalo construir altavoces para su plan, Megamalo ordena construirlos y las instrucciones son tomadas de los poderes del "Extractor de Ideas" donde torturan a los Maestros Constructores cautivos, (incluyendo a Gandalf, Miguel Ángel, Dumbledore, Lincoln, Wonder Woman y todos los demás) para que den los planes para los altavoces. Gracias a eso, Emmet y Supercool logran entrar hasta la cámara donde está el Kragle transportando los altavoces, pero son casi descubiertos por los robots hasta que Emmet junto a una disgustada Supercool cantan "Todo es Fabuloso", distrayendo a los robots. Dentro de los ductos, Supercool le confiesa a Emmet que ella quería ser la "Elegida", siendo esta la razón por la que estaba en la construcción ese día que Emmet la encontró y que su verdadero nombre es Lucy, y Emmet le declara su amor a ella; ambos están a punto de agarrarse las manos cuando los interrumpe Batman, quien ha regresado para ayudarlos. Lucy se va para desactivar la seguridad del perímetro y le desea suerte a Emmet. Metalbeard logra desactivar el escudo que protege a Kragle y Emmet con ayuda de Batman procede a terminar el trabajo.
El plan casi tiene éxito, pero al final Emmet y sus aliados son capturados, encarcelados y llevados al "Extractor de Ideas". Vitruvius quién vagaba ciegamente también termina en el lugar e intenta defenderse pero Lord Business le corta la cabeza con una moneda; con sus últimas palabras, Vitruvius admite que la profecía era una invención suya. Entonces muere dejando a Emmet y los otros entristecidos. Megamalo lanza la pieza de resistencia al borde del universo, inicia la aniquilación total para electrocutar a los héroes y huye con el Kragle dejando a Poli Malo atrás para que muera también, afirmando que sólo son negocios.
En otra parte, Megamalo procede con su plan de congelar Ladrilloburgo, creando el caos en la ciudad, mientras los robots "Gerentes Obsesivos" ajustan todo a la perfección. Emmet se siente deprimido porque nunca pudo ser especial; cuando aparece el fantasma de Vitruvius. Este le dice a Emmet que aunque la profecía no era real, él todavía puede ser el Elegido creyendo en él mismo. Emmet, atado a la batería del mecanismo de la aniquilación total y para evitar la inminente electrocución que todos sufrirían, se sacrifica por sus amigos, lanzándose fuera del borde del universo. Los Maestros Constructores escapan y Lucy queda triste por el sacrificio de Emmet. Sin las ideas de Emmet, Lucy se inspira en los ciudadanos normales para idear un plan y así Lucy retransmite las hazañas heroicas de Emmet por televisión y la gente del todo el universo empieza a usar su creatividad para crear armas con las que puedan defenderse y hacerle frente al dominio de Megamalo. Sin embargo las fuerzas de Megamalo tratan de detenerlos, pero Poli Malo los repele, decidido a unirse a ellos al ver que Megamalo le ha abandonado; volviendo a ser Poli Bueno, quien se pinta una nueva cara con un rotulador. Benny construye una nave espacial para sacar al grupo de la Torre Octano y con su nueva imaginación, los ciudadanos gradualmente ganan ventaja contra el ejército de Megamalo para el asombro y el deleite de los Maestros Constructores.
Finalmente, Emmet termina cayendo del borde del universo y llega al mundo real, dándose cuenta de que los eventos de la historia son parte del juego dentro de la imaginación de un niño demasiado emocional de 8 años llamado Finn. Su codicioso, egoísta y arrogante padre conocido como "El hombre de arriba", que apareció en las visiones de Emmet, aparece y está molesto porque su hijo juega con sus edificios usando su imaginación. Finn argumenta que las piezas de construcción son para niños, pero su padre insiste en que es una idea de marketing sofisticada con fines de lucro. Él procede a usar tubos de pegamento (para Emmet son más Kragle) para pegar las piezas para siempre, sin darse cuenta de que es un mundo sensible de LEGO. En el mundo LEGO, los "Gerentes Obsesivos" comienzan a derrotar a la resistencia en el acto. Metafóricamente en el mundo real, el padre de Finn desmonta los edificios de su hijo y les aplica el pegamento. En el mundo de LEGO, los "Gerentes Obsesivos" derrotan a Batman, Barba Gris, Unikitty, Benny y Lucy. Al darse cuenta del peligro en el que se encuentran sus amigos, Emmet se obliga a sí mismo a intentar moverse, y sin éxito se cae de la mesa donde el padre de Finn lo había traído, llamando la atención de Finn. Distrayendo a su padre, Finn trae a Emmet de vuelta a su mundo junto con la pieza de resistencia, gracias a un tubo decorado que él llama el "portal mágico". Una vez de regreso, Emmet se convierte en un Maestro Constructor (al despertar por completo su poder y poder ver las instrucciones en su mente más las partes necesarias para volver a armar según sea necesario tomando la idea y expresándola) y con su poder ya despierto crea un robot gigante para ayudar a sus amigos antes de enfrentarse a Megamalo. La lucha contra los "Administradores obsesivos" se reinicia, sin embargo, cuando Emmet es superado por los robots, Unikitty desata toda su ira y salva a Emmet.
Finalmente Emmet llega ante Megamalo, derrota a sus robots defensores y le quita la máscara, pero este le adhiere una pierna a Emmet con el pegamento. Por otro lado, los "Gerentes Obsesivos" vuelven a superar a los opositores, pero Emmet le pide a Megamalo que se una a él, haciéndole ver que todo lo que está pasando está inspirado en él. En el mundo real, el padre de Finn observa nuevamente las creaciones de su hijo y le pregunta a su hijo qué está haciendo. Finn le explica que Emmet y sus amigos estaban tratando de evitar que Megamalo usara el Kragle. El padre de Finn de repente se da cuenta de que Finn basó a Megamalo en él. En Ladrilloburgo, Emmet le dice a Megamalo que cambie, ya que no tiene que ser el malo de la historia, porque él, como el resto del mundo, también es especial. Motivado y conmovido por el discurso de Emmet, Megamalo desiste de su plan y abraza a Emmet y como si se reflejara en estos eventos, el padre abraza a Finn y sella el pegamento. Dentro del mundo de LEGO, Megamalo coloca la pieza de resistencia en el Kragle, lo que pronto hace que el Kragle explote, desactivando a todos sus "Gerentes Obsesivos".
Con el mundo seguro y ya victorioso, Emmet celebra con sus amigos, pero Batman ve que Emmet y Lucy casi se toman de la mano y Batman confiesa que Emmet es el verdadero héroe y no él, Lucy le agradece a Batman por ser comprensivo y se toma de la mano con Emmet. Todo el mundo celebra felizmente, mientras el fantasma de Vitruvius afirma que Emmet le agradaba antes de volverse popular. Por su parte, Megamalo agrega el removedor sobre sus víctimas de Kragle y en el mundo real, Finn y su padre juegan con sus edificios y figuras LEGO y usan  disolvente para eliminar el pegamento.
En medio de la celebración, Pili Malo/Poli Bueno se reúne con sus padres, mientras que Superman, Wonder Woman, Flash, Aquaman y Linterna Verde se reúnen. En la vida real, Finn y su padre son llamados a cenar por la madre de Finn, mientras su padre le dice a Finn que no solo Finn es recibido para jugar con las creaciones de LEGO, sino que también ha invitado a su hermana pequeña a unirse a su obra, para sorpresa de Finn. En el mundo LEGO, Emmet, Lucy, Batman, Unikitty, Barba Gris, el fantasma de Vitruvius, Megapresi, Benny, Sherry y todos los presentes observan cómo algunos extraterrestres del planeta DUPLO vienen a invadir el mundo para destruirlos y todos jadean. La pantalla entonces se pone negra, terminando la película.

## Reparto
- Emmet Brickowski (Chris Pratt): Es un obrero constructor genérico y ordinario, sin personalidad y rutinario que vive en Bricksburg, siguiendo las reglas de Lord Business. Trabaja para la compañía de construcción Octan. Se involucra en la salvación de su mundo cuando cae accidentalmente en un pozo y resulta ser el elegido para encontrar la pieza de la resistencia, la cual el comienza una aventura inesperada (Su poder de maestro constructor recién despertado se enfoca en maquinaria de construcción, pero como todos puede usar cualquier pieza a su alcance según el lugar y situación a enfrentar).

- President Business / Lord Business / The Man Upstairs (también conocido como President Business / Mr. Business-Mega Presi / Mega Bad / The Man Upstairs) (Will Ferrell): Él es el presidente de la compañía Octan y de todo el mundo, que crea libros, máquinas de votación, programas de televisión, música, etc. Por otro lado, también es el jefe de la Torre Octan con sus obsesivos gerentes y su socio Bad Cop que planea gobernar el mundo LEGO con el pegamento el día martes de tacos, es muy cruel, arrogante y egoístamente obsesivo con la organización de sus construcciones perfectas. The Man Upstairs, dueño de todo el set de Lego, es muy codicioso, arrogante y egoísta y está obsesionado con piezas que deben usarse para construcciones perfectas, ya que piensa que son solo para adultos, cuando en realidad se suponía que debían ser tocadas por todas las edades; su hijo, Finn, se inspiró en él para crear a Lord Business (al final de la película, Mr. Business, como The Man Upstairs, se avergüenza de su horrible avaricia loca y sin sentido y restaura la creatividad de la población y de todos laicos).

- Wyldstyle (también conocida como Estilo-Libre/Lucy/Supercool Lucy) (Elizabeth Banks): Es una chica ruda y maestra constructora que le encanta sobrepasar los límites y ser creativa. Ella quería ser la especial hasta que conoció a Emmet y ella no cree que Emmet pueda salvar del mundo de Lord Business tras descubrir sus insípidos gustos, hasta que lo va conociendo un poco mejor. Es la novia de Batman hasta el final que se convierte en la novia de Emmet (Su poder de Maestra Constructora se enfoca en casi cualquier tipo de piezas las cuales al igual que Emmet puede ocupar en cualquier momento, lugar y situación).

- Vitruvius (Morgan Freeman): Es un mago viejo maestro constructor, sabio y ciego debido a que recibió un ataque en los ojos después de que protegía el pegamento para que no se lo robara Lord Business. Es un poco tonto pero muy sabio y dijo sobre la profecía que un día, una mini-figura LEGO encontraría la pieza de la resistencia que se convertiría en un maestro constructor y salvaría al mundo. El cree que Emmet puede salvar el mundo solo si cree que Emmet que es especial (algo que los maestros constructores no entienden de él). Aunque muere en una segunda batalla, regresa como fantasma para ayudar a Emmet y motivarlo.

- Batman (Will Arnett): Es un superhéroe que prefiere trabajar solo y es algo quejoso pero divertido y bastante entretenido(algunas veces el mismo menciona que es poco probable que ocurra una acción sin embargo para asombro de él dichas situaciones mencionadas y supuestas ocurren en ese mismo instante). Es el novio de Wyldstyle y se obsesiona con el negro y la oscuridad, y tampoco cree que Emmet pueda salvar el mundo LEGO. Originalmente iba a doblarlo uno de los actores de sus películas, hasta que Will Arnett hizo el casting para el papel y terminó quedándose con el personaje. La popularidad del personaje hizo que Warner Bros. confirmara una película al personaje que se estrenó en 2017 (Su poder de Maestro constructor se relaciona a todo lo que sea de Batman solo trabajando colores Negros o grises muy oscuros según el).

- Princesa Unikitty (Alison Brie): Es una gata mitad unicornio que es la princesa de su hogar Cloud Cockoo Land donde las reglas, las niñeras, las horas de dormir, las caras malas, los bigotes y cualquier tipo de negatividad no existe. Ella está encantada de ayudar a los maestros constructores, pero también tiene un poder grande que solo ella puede controlar, mismo que es una super fuerza y alta velocidad de combate al enojarse y tornarse de color rojo y amarillo en alusión al fuego (Su poder de maestra constructora se enfoca en cosas de todo tipo siempre y cuando sean felices y de colores vivos y brillantes).

- Benny (Charlie Day): Es un astronauta alegre e hiperactivo de los 80 que tuvo problemas de su casco roto. Su primer amor son las naves espaciales y siempre tiene que esperar el momento necesario para construir una nave (Su poder de Maestro constructor se especializa en todo lo relacionado al espacio,naves espaciales y ciencia ficción,además de tener habilidad para manejar tecnología y computacion).

- Metal Beard (Nick Offerman): Es un pirata robot que estuvo una vez en la torre Octan en la cual perdió su cuerpo, pero logró escapar con su cabeza y sus órganos, por lo cual ahora está cubierto de basura metálica (Su poder de Maestro Constructor se enfoca en lo relacionado con los piratas y corsarios,además demostró poder de camuflaje al infiltrarse a la torre octan en el plan de Emmet).

- Bad Cop/Good Cop (también conocido como Policía malo/Policía bueno) (Liam Neeson): Es el mejor secuaz de Lord Business, tiene un auto policía que se convierte en una nave policía. Además posee una segunda cara con la que se transforma en un policía bueno,se une a la resistencia de los maestros constructores debido a que fue abandonado por el presidente Negocios (aunque no se menciona se puede apreciar un poder de maestro constructor enfocado en cosas policiales).

- Finn (Jadon Sand): es un niño demasiado emocional de 8 años, hijo de The Man Upstairs, y la causa de todo lo que sucede en la película ya que todo proviene de su imaginación.

## Recepción
The Lego Movie tuvo críticas muy positivas. Por ejemplo, en la web Rotten tomatoes tuvo un 96% con 222 reseñas diciendo: "Con una hermosa animación, un encantador elenco de voces, gags de risas por minuto y una historia sorprendentemente reflexiva, The Lego Movie es divertida y colorida para todas las edades". También en la web Metacritic tiene una valoración de 8,3 sobre 10, que reúne críticas de diferentes medios, tuvo una valoración de 82 sobre 100 de 41 críticas, en IMDb la valoración fue de 7,9 sobre 10 y en la web de habla hispana tuvo una valoración más baja, un 7,3, pero fue avalada por su gran originalidad y capacidad de sorprender al espectador.

## Secuelas y spin-off´s
Debido a su éxito de crítica y público, The Lego Movie se convirtió en una franquicia y un universo de ficción compartido. Tiene una secuela y dos películas spin-off. Además de una serie de televisión centrada en el personaje de Unikitty.

### The Lego Movie 2: The Second Part(2019)
En febrero de 2014, Jared Stern, fue contratado para escribir una secuela, junto con Michelle Morgan. [82] El 21 de febrero de 2014, el estudio confirmó su estreno para el 26 de mayo de 2017. [83] El 12 de marzo de 2014, informaron que Chris McKay dirigirá la secuela con Lord y Miller como productores. [84] Warner Bros. no invitó a coproduccir a Village Roadshow Pictures para regresar como participante en la secuela. [85] El 10 de abril de 2014, McKay expresó que le gustaría introducir más mujeres en la secuela que los hombres. [86] En julio de 2014, Chris Pratt expresó interés en retomar su papel como Emmet para la secuela. [87]
En octubre de 2014, Lord y Miller se firmaron para escribir la secuela de The Lego Movie. [88] Los escritores han dado a entender que la secuela tendrá lugar cuatro años después de los acontecimientos de la primera película. [89] En febrero de 2015, Warner Bros. anunció que el título de la secuela sería The Lego Movie Sequel, y que Rob Schrab serviría como director. [90] De acuerdo con una entrevista en el Festival de Cine de Santa Bárbara, la secuela también introducirá a la hermana de Emmet. El 20 de abril de 2015, Warner Bros. programó la fecha de lanzamiento de The Lego Movie 2: The Second Part el 10 de mayo de 2019. [91]
También se ha hecho el rumor de personajes de otras sagas, tendrán campos durante la secuela algunos de ello son Los Cazafantasmas y también a Marty McFly de Back to the Future y aparecerá con el famoso señor que se ha comentado sobre el Doctor Who.

### The Lego Batman Movie(2017)
En octubre de 2014, Warner Bros. programó The Lego Batman Movie, un spin-off protagonizado por el personaje de Batman, para 2017, empujando The Lego Movie 2 a 2018. Arnett está ajustado para repetir su papel de Batman, mientras McKay, quien se unió a principios de la secuela, dirigirá la película que está siendo escrita por Seth Grahame-Smith y producido por Roy Lee, Dan Lin, Phil Lord y Chris Miller. Fue estrenada el 9 de febrero de 2017.

### The Lego Ninjago Movie(2017)
Hermanos Dan y Kevin Hageman, que escribieron Lego Ninjago: Maestros del Spinjitzu y coescribieron la historia de The Lego Movie, estarán escribiendo la adaptación cinematográfica de Lego Ninjago, que contará con una nueva toma de divergir la serie de televisión. Charlie Frijol, que produjo Disney Tron: Uprising, dirigirá la película, producida por el equipo de The Lego Movie de Dan Lin, Roy Lee, y ambos Phil Lord y Chris Miller. La película spin-off estaba programada para ser lanzada el 23 de septiembre de 2016. La película también puede tener una secuela en 2018, si tiene éxito en la taquilla. El 20 de abril de 2015, la película se retrasó al 22 de septiembre de 2017.

### Spin-off Cancelada
En marzo de 2015, Warner Bros. Anunció que un tercer spin-off, denominado The Billion Brick Race, estaba en desarrollo. Jason Segel y Drew Pearce firmaron para codirigir y escribir el filme. El mismo filme fue estrenado en mayo de 2019. El 2 de agosto de 2017, se anunció que Jorge R. Gutiérrez había sido firmado como director, con Pearce dejando de lado el proyecto. pero el 8 de febrero de 2018 se anunció que Gutiérrez dejó el proyecto. Pero el 16 de julio de 2018 la trama de la película fue anunciada por Pearce, explicando que sería una película Lego de carreras inspirada en algunos otros filmes como Cannonball Run. Sin embargo aun no ha sido especificado cuando comenzara su producción,aun así la película sigue estando planeada para ser lanzada en mayo de 2019.

## The Lego Movie: 4D - A New Adventure
Una atracción en Legoland se estrenó el 29 de enero de 2016. Se trata que los maestros constructores, Emmet, Wyldstyle, Unikitty, Benny y Metalbeard son reunidos por el hermano de Lord Business, Risky Business y son invitados a Brick World (como un parque de diversiones al lado de Legoland), pero resulta ser una trampa y los espectadores deberán ayudar a los héroes,

## Reparto y Doblaje
El filme contó con dos doblajes en español: el primero, se realizó en México; el segundo, en España. En ambos doblajes, Will Ferrell en sus dos personajes es doblado por un mismo actor. Solo la versión mexicana usó dos voces para Good/Bad Cop; en España, Salvador Vidal logra interpretar tanto a Good Cop como a Bad Cop.
| Personaje                        | Actor original (Inglés, EUA) | Actor de doblaje (Español hispanoamericano, México) | Actor de doblaje (Español castellano, España) |
| -------------------------------- | ---------------------------- | --------------------------------------------------- | --------------------------------------------- |
| Emmet Brickowski                 | Chris Pratt                  | José Antonio Macías                                 | Iván Labanda                                  |
| President Business/Lord Business | Will Ferrell                 | Ricardo Tejedo                                      | Luis Posada                                   |
| The Man Upstairs                 | Will Ferrell                 | Ricardo Tejedo                                      | Luis Posada                                   |
| Wyldstyle/Lucy                   | Elizabeth Banks              | Karla Falcón                                        | Catherina Martínez                            |
| Vitruvius                        | Morgan Freeman               | José Lavat (†)                                      | Camilo García                                 |
| Batman                           | Will Arnett                  | Sergio Gutiérrez Coto                               | Claudio Serrano                               |
| Benny, Chico Espacial de 80's    | Charlie Day                  | Víctor Ugarte                                       | Rafa Romero                                   |
| Metal Beard                      | Nick Offerman                | Raúl Anaya                                          | Antonio Fernández Muñoz                       |
| Unikitty                         | Alison Brie                  | Jessica Ángeles                                     | Sara Heras                                    |
| Bad Cop                          | Liam Neeson                  | Dafnis Fernández                                    | Salvador Vidal                                |
| Good Cop                         | Liam Neeson                  | José Arenas                                         | Salvador Vidal                                |
| Pa Cop                           | Liam Neeson                  | Pedro D'Aguillón Jr.                                | José Luis Cerezo                              |
| Ma Cop                           | Melissa Sturm                | Magda Giner                                         | Raquel Cubillo                                |
| Finn                             | Jadon Sand                   | Iván Bastidas                                       | Gabriel Sánchez                               |

## Premios
The Lego Movie fue nominado en los Premios Óscar de 2015 por mejor canción original; pero quedó en nominada. Tuvo grandes premios en otros concursos; incluyendo Premios BAFTA y su versión infantil.

### Premios Óscar
| Año  | Categoría              | Nominado        | Resultado |
| ---- | ---------------------- | --------------- | --------- |
| 2015 | Mejor canción original | Shawn Patterson | Nominada  |

### Globo de oro
| Año  | Categoría              | Nominado                             | Resultado |
| ---- | ---------------------- | ------------------------------------ | --------- |
| 2015 | Mejor película animada | Phil Lord Christopher Miller Dan Lin | Nominado  |

### Premios BAFTA[10]
| Año  | Categoría              | Nominado                     | Resultado |
| ---- | ---------------------- | ---------------------------- | --------- |
| 2015 | Mejor película animada | Phil Lord Christopher Miller | Ganadora  |

### Critics choice awards
| Año  | Categoría              | Nominado                             | Resultado |
| ---- | ---------------------- | ------------------------------------ | --------- |
| 2015 | Mejor película animada | Phil Lord Christopher Miller Dan Lin | Ganador   |
| 2015 | Mejor canción original | "Everything is Awesome!"             | Nominado  |

### Premios Annie
| Año  | Categoría                                                  | Nominado                                                                             | Resultado |
| ---- | ---------------------------------------------------------- | ------------------------------------------------------------------------------------ | --------- |
| 2015 | Mejor película animada                                     | The LEGO movie                                                                       | Nominado  |
| 2015 | Mejor dirección en una película animada                    | Phil Lord Christopher Miller Chris Mckay                                             | Nominado  |
| 2015 | Mejor guion en una película animada                        | Phil Lord Christopher Miller                                                         | Ganador   |
| 2015 | Mejores efectos en una película animada                    | Jayandera Danappal Matt Ebb Christian Epunan Hernández Danielle Brooks Raphael Gadot | Nominado  |
| 2015 | Diseño de producción en una producción de película animada | Grant Freckelton                                                                     | Nominado  |
| 2015 | Mejor edición en una película animada                      | David Burrows Todd Hansen Doug Nicholas Jonathan Tappin Courtney O'Brien-Brown       | Nominado  |

### Grammy Awards
| Año  | Categoría                             | Nominado              | Resultado |
| ---- | ------------------------------------- | --------------------- | --------- |
| 2015 | Mejor canción escrita de media visual | Everything is Awesome | Nominado  |

### Houston Film Critics Society Awards
| Año  | Categoría              | Nominado              | Resultado |
| ---- | ---------------------- | --------------------- | --------- |
| 2014 | Mejor película animada | The LEGO movie        | Ganador   |
| 2014 | Mejor canción original | Everything is Awesome | Ganador   |

### Heartland Film Festival 2014
| Año  | Categoría                      | Nominado                       | Resultado |
| ---- | ------------------------------ | ------------------------------ | --------- |
| 2014 | Premio de Película Emocionante | Phil Lord y Christopher Miller | Ganador   |